# 中学生守则
《中学生守则》是中华人民共和国教育部制定的中等学校学生准则。

## 历史
1955年5月13日教育部公布，共18条。1963年5月23日，试行重新制定的《中学生守则（草案）》，共8条。1979年8月，教育部重新制定和颁发《中学生守则（试行草案）》，经过补充修改，于1981年9月1日正式颁布执行。2004年，与《小学生守则》合并为《中小学生守则》。

## 参看
- 中专生守则